# Watba
Watba (tiếng Ả Rập: وطبة) là một ngôi làng Syria nằm ở Jisr al-Shughur Nahiyah ở huyện Jisr al-Shughur, Idlib. Theo Cục Thống kê Trung ương Syria (CBS), Watba có dân số 356 người trong cuộc điều tra dân số năm 2004.